# 中國化工博物館
中國化工博物館（英語：Chemical Industry Museum of China），在2004年由中國化工集團公司經北京市政府批准，安排出資興建博物館，專門展示中国化学工业发展历程和重要成果。
主要活動場地則在北京市北四环西路62号中国化工集团大厦3层。

## 設施
而主要設施包括序厅、古代厅、近代厅、当代厅、集团公司展厅、展望未来厅、化工与国民经济展厅，以及多功能厅，總面積2540平方米。

## 連結
- ChemMuseum.com（页面存档备份，存于）